# جصية
جِصِّيَّة أو رُقَيِّقَة أو نُعَيِّمَة  (الاسم العلمي: Gypsophila)، جنس نباتات مُزهرة من فصيلة القرنفلية. أعطانها في أوراسيا وأفريقيا وأستراليا وجزر المحيط الهادئ. وأكثر تنوع لها يوجد في تركيا، مع حوالي 35 نوعًا متوطن. تم إدخال بعض أنواع الجصية في مناطق أخرى من العالم.